# 内馬場歳之助
内馬場 歳之助（うちばば としのすけ、1876年（明治9年） - 1956年（昭和31年）12月8日）は、日本の政治家。宮城県富谷村長（1期）。第十六代内馬場家当主であり、諱は信親。

## 来歴
宮城県黒川郡富谷村（のち富谷町、現・富谷市）出身。富谷村会議員、小作調停委員となる。1941年（昭和16年）富谷村長に就任。終戦直後の1945年（昭和20年）9月まで村長を務めた。その後公職追放となった。
1956年（昭和31年）に死去した。